# سباستین هاک
سباستین هاک (انگلیسی: Sebastian Hauck؛ زادهٔ ۲۰ دسامبر ۱۹۸۸) بازیکن فوتبال اهل آلمان است.
از باشگاه‌هایی که در آن بازی کرده‌است می‌توان به باشگاه فوتبال زاکسن لایپزیگ، باشگاه فوتبال لایپزیگ، و باشگاه فوتبال قوت-وایس ارفورت اشاره کرد.